# Bojor

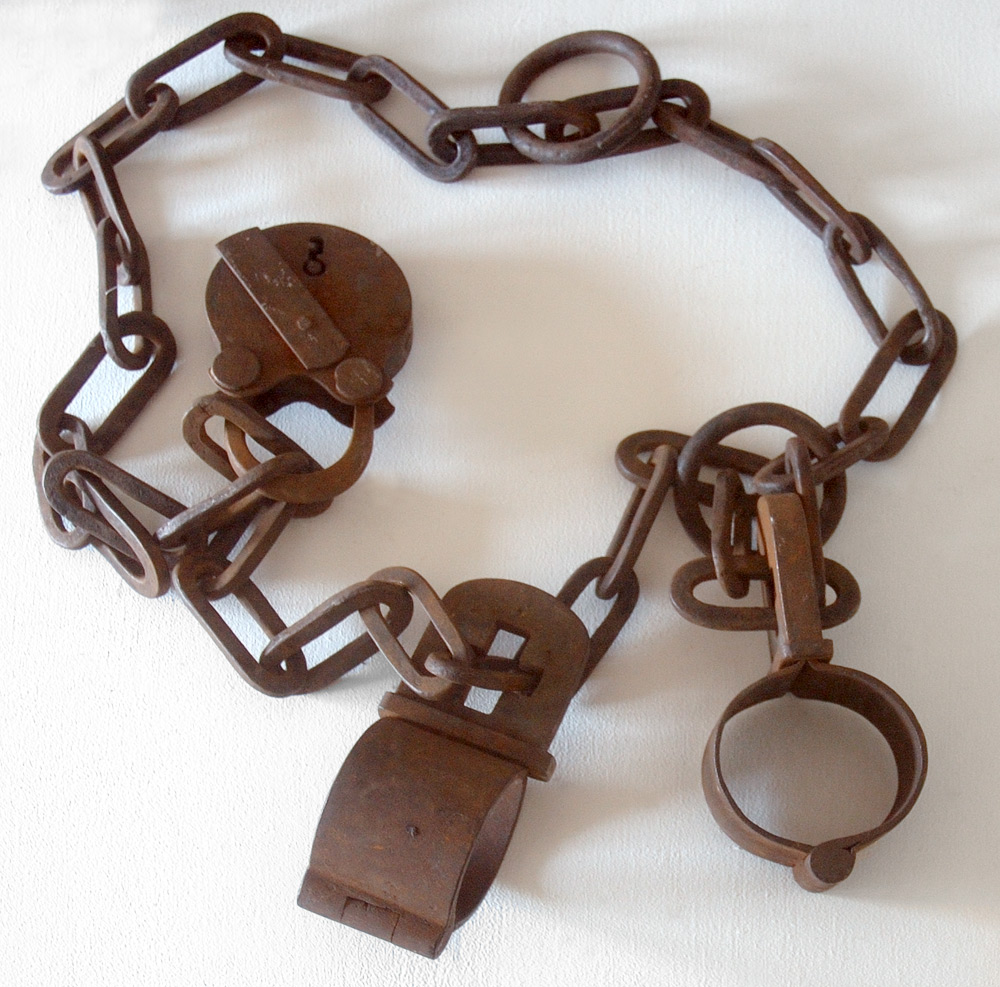
Bojor av äldre modell.

Bojor eller fängsel är olika typer av kraftiga anordningar som syftar till att begränsa en persons rörelsefrihet.
Några klassiska typer av bojor är handbojor och fotboja. En elektronisk fotboja begränsar inte den fysiska rörelsefriheten, men slår larm om bäraren försöker förflytta sig utanför tillåtet område.